# 权力分配
权力分配是指权力在共同体或社会成员中的分配情况。包括两层含义，其一，是指权力在组织中的分布配置；其二，是指权力的分配授给。